# Single Speed

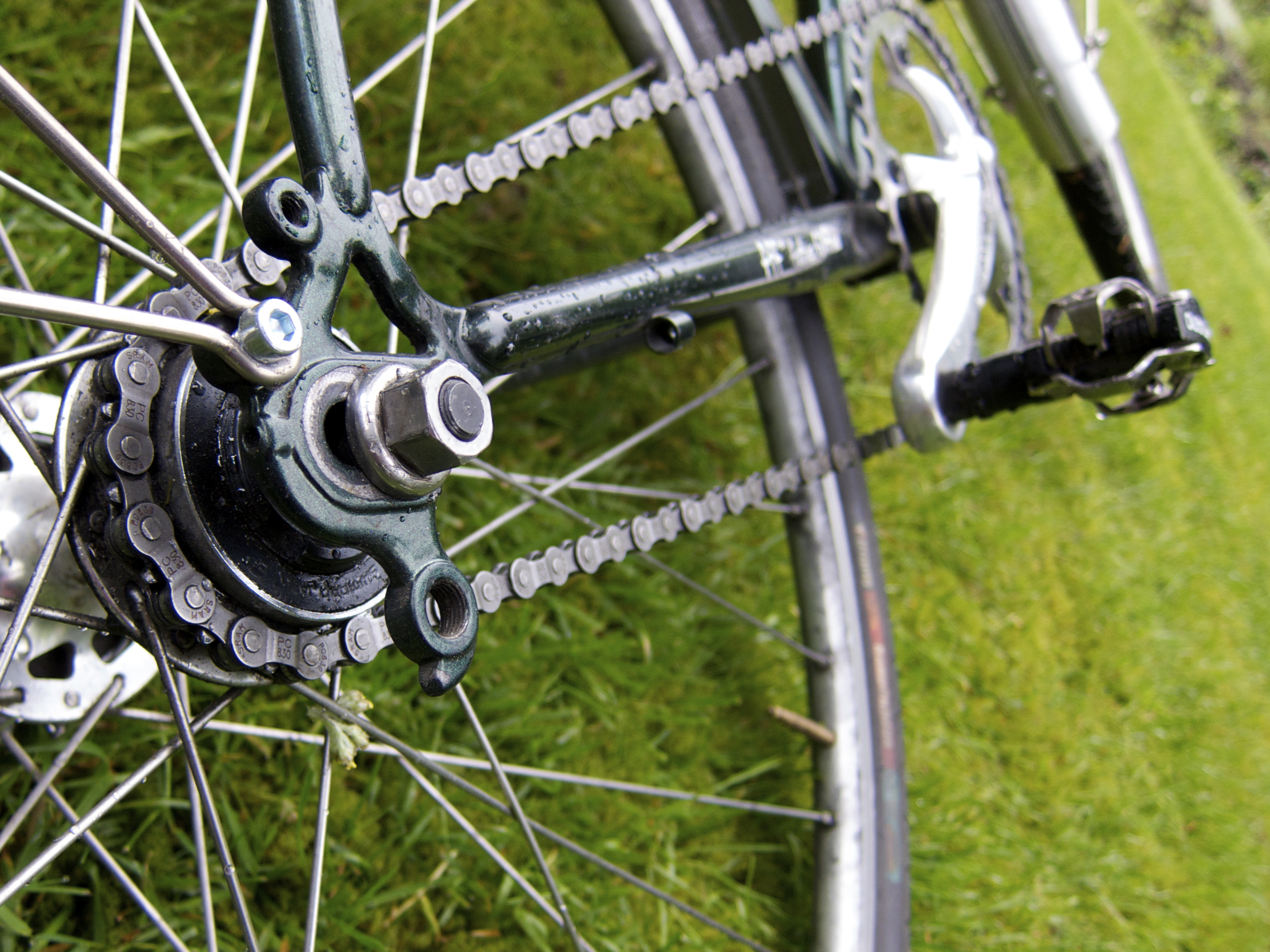
Dettaglio dell'unico pignone di una bicicletta single speed

La Single Speed (letteralmente "singola velocità") è un tipo di bicicletta con un'unica marcia.
È sprovvista di cambio, deragliatore, comandi cambio e ha un solo pignone e una sola corona.
Ci sono molti tipi di biciclette Single Speed: le BMX, quelle da pista, bici da bambino,bici da trial detta anche (Bike Trial), da corsa ma anche Mountain bike.
Le Single Speed possono anche non avere la ruota libera, e in questo caso sono dette a scatto fisso (oppure "fixed"). Questo permette loro di essere ancora più leggere; molti, per questioni estetiche e di moda, tolgono anche i freni riducendo la bici al solo telaio e trasmissione (In Italia, per poter circolare su strada pubblica, le biciclette devono essere provviste di sistemi di frenatura indipendenti, efficienti ed immediati per ciascuna ruota, pertanto lo "scatto fisso" non può essere considerato tale).

## Vantaggi
Le Single Speed hanno il vantaggio di essere più semplici, più economiche e leggere.
Ovviamente lo svantaggio sta nell'impossibilità di cambiare marcia e quindi nella maggior richiesta di impegno da parte di chi pedala. Proprio per questo motivo vengono spesso impiegate per allenamento. In realtà, essendo ormai un puro e semplice fenomeno di moda, le single speed hanno spesso prezzi molto più alti del loro reale valore.

## Tipi di Single Speed

### BMX

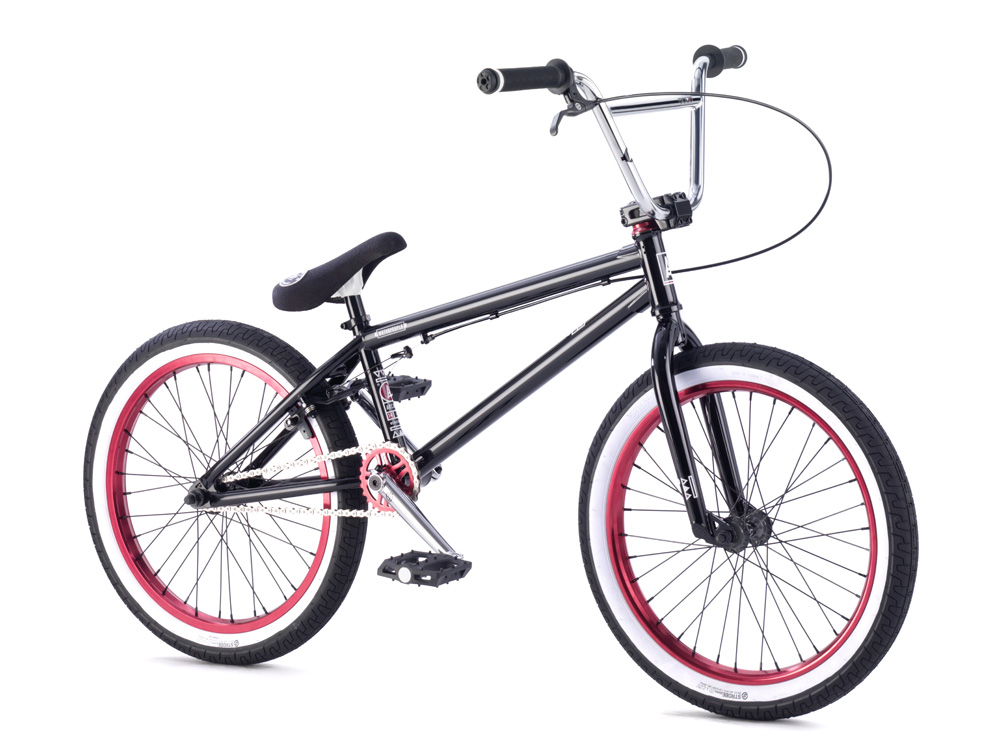
Una BMX

Le BMX (Bicycle Motocross) sono bici piccole utilizzate per l'omonimo sport. Ben presto sono state utilizzate anche per altre discipline tra cui: street, flatland, Dirt e Vert.

### Bici da pista
Le bici da pista sono delle bici a scatto fisso progettate per essere usate in pista. Queste, oltre a non avere marce, non hanno nemmeno i freni. Il movimento centrale è più in alto, per evitare di toccare a terra coi pedali in curva (per quanto le curve in pista siano sopraelevate), l'angolo del manubrio è più verticale e la forcella ha un rake più contenuto.

### Bici da bambino
Le bici da bambino sono spesso senza marce per questioni di semplicità costruttiva e di robustezza, per consentire alla bici di subire meno danni quando cade.

### Biciclette da corsa
Le biciclette da corsa sono progettate con caratteristiche orientate verso la massima performance: il peso, la geometria e la posizione di guida risultano per questo ideali nell'uso competitivo, sportivo e amatoriale.

### Mountain bike

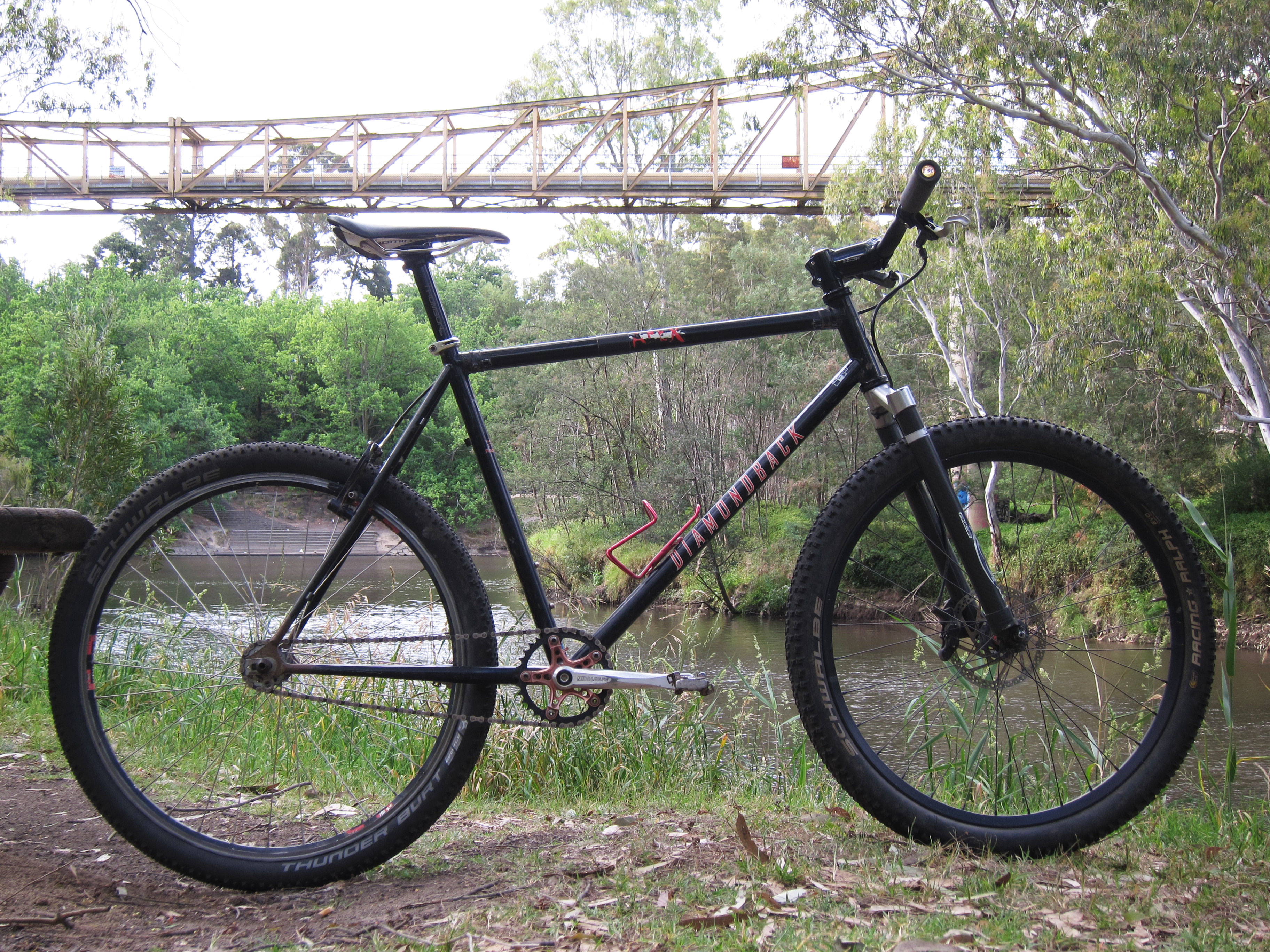
Mountain bike Single Speed

Le mountain bike sono biciclette progettate per poter essere usate sia su superfici asfaltate che su strade sterrate.
Particolare l'interesse dimostrato dagli utenti 29er, che hanno ri-spolverato le forcelle rigide e i pignoni singoli per un grande ritorno delle single speed anche nelle competizioni.

## Tensionamento catena
Il tensionamento della catena si realizza con diversi metodi in base alle caratteristiche del telaio. Se il telaio è nato per essere montato Single Speed, esso avrà quasi certamente dei forcellini dritti su cui far scorrere il mozzo fino ad ottenere il giusto tensionamento della catena. Questo metodo ha lo svantaggio di un carro il cui passo reale cambia, cambiando lievemente le caratteristiche di guida.
Sui telai predisposti a volte si usa il movimento centrale "eccentrico": in questo caso la tensione si ottiene spostando il movimento centrale avanti fino a tensionare la catena. Questo metodo ha lo svantaggio, dopo ogni taratura, di richiedere un adattamento tanto in altezza che in avanzamento della sella, per tornare al setup ideale.
Diversamente, possono essere usati dei tendicatena esterni, formati solitamente da una ruota dentata sorretta da un braccio che spinge la catena in modo da tenerla tesa.

## Mozzi flip flop
I mozzi "Flip Flop" sono provvisti di una sede per montare il pignone su entrambi i lati. Con questi, è possibile avere da un lato un pignone con ruota libera, e dall'altro un pignone fisso.
Così, è possibile trasformare in pochissimo tempo e spesso senza attrezzi, una bici fixed in una Single Speed con ruota libera e viceversa.